# René
René (s pravim imenom Rene Markič), slovenski pevec zabavne glasbe in gledališki igralec
Hodil je na Umetniško gimnazijo Ljubljana (dramsko-gledališka smer). Prihaja iz Naklega, kjer je obiskoval osnovno šolo.

## Festivali

### Otroška popevka Brinjevka
- 2010: "Kralj neba" (Gjurin, Gjurin, Tomšič) - 1. nagrada strokovne žirije (zlati kipec brinjevke)[2][4]

### Slovenska popevka
- 2018: "Naprej" (avtor: Jean Markič)

### EMA
- 2019: "Ne poveš" (avtor: Jean Markič) - 10. mesto

## Diskografija

### Pesmi
- 2018: "En pogled" (avtorji: Jean Markič, Domen Gracej)
- 2019: "Nad oblaki" (avtorji: René, Jean Markič)

## Gledališče
- Hamlet, Mladinski oder Kranj (2014)[5]

## Vir
- René. YouTube. pridobljeno 8. novembra 2020.